# Isizenze

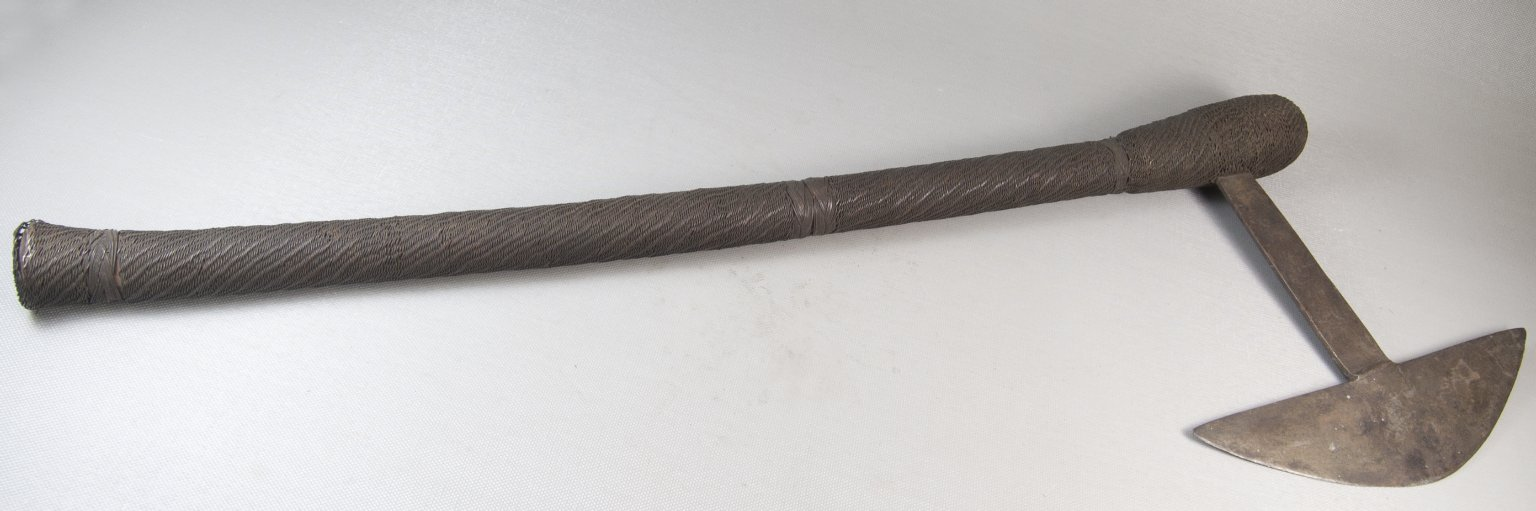
Isizenze im Brooklyn Museum

Die Isizenze (auch izembe) ist eine Axt der Zulu aus Südafrika.

## Beschreibung
Die Isizenze hat eine längliche, einschneidige Klinge. Die Klinge ist zum Ende des Schafts hin kürzer und zum Klingenkopf hin länger und schmaler. Die Klinge ist so gestaltet, dass ihr vorderes Ende über den Schaft herausragt und zum Stechen geeignet ist. Sie ist mit einer verhältnismäßig dünnen Angel in dem keulenförmigen Schaft befestigt.